# Formação e evolução de galáxias

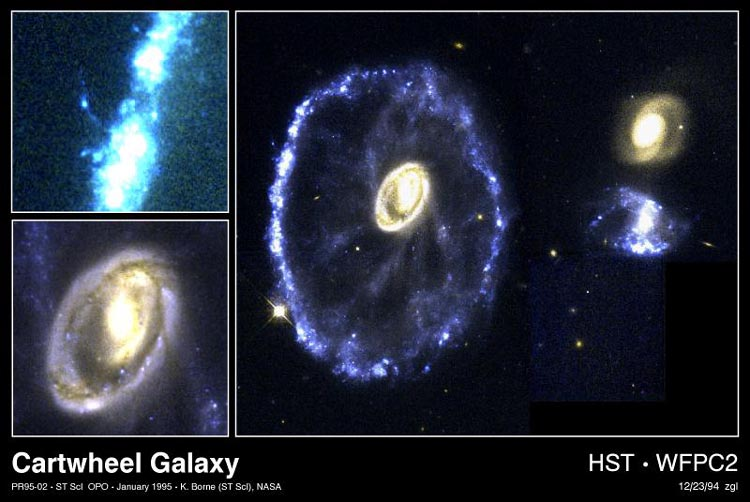
Uma espetacular colisão entre duas galáxias vista pelo Telescópio espacial Hubble da NASA da Galáxia Lenticular.

A formação de galáxias é uma das áreas de investigação mais ativas da astrofísica, e em certo sentido, isto também se aplica à evolução das galáxias. Entretanto, há algumas ideias que já estão amplamente aceitas.
O que se pensa atualmente é que a formação de galáxias procede diretamente das teorias de formação de estruturas, formadas como resultado das fracas flutuações quânticas no despertar do Big Bang. As simulações de N-corpos também tem podido fazer previsões sobre os tipos de estruturas, as morfologias e a distribuição de galáxias que observamos hoje em nosso Universo atual e, examinando as galáxias distantes, no Universo primordial.

## Noções básicas sobre o Big Bang
O astrônomo belga Georges Lemaître (1894-1966) concluiu que no tempo zero havia uma massa minúscula, chamada por ele de ovo cósmico - ou super átomo - que se contraía e se expandia devido ao efeito gravitacional. Esse movimento fez com que sua temperatura interna aumentasse muito. Quando atingiu uma temperatura elevadíssima, o ovo explodiu, criando tudo o que existe hoje, como as estrelas e os planetas, dando também origem ao espaço e ao tempo. 
Tal visão do processo foi, posteriormente abandonada devido à teorizações sobre o comportamento das massas de estrelas em altas densidades, como nas anãs brancas e estrelas de nêutrons, em especial pelo trabalho de Chandrasekhar. Mas a ideia básica de um passado de maior densidade e temperatura para o universo se manteve e posteriormente, outras descobertas em mecânica quântica corroboraram as possibilidades de tal hipótese. 
Para explicar aquele total de energia que acabou expandindo-se, o russo George Gamow cunhou o fenômeno com a expressão Big Bang - criada em 1915 pelo cosmólogo inglês Fred Hoyle. Na década de 1950, a teoria foi definitivamente reconhecida com esse nome.

## Perguntas fundamentais
Em astrofísica, as perguntas sobre a formação e evolução das galáxias são:
- Como se produziu um universo tão heterogêneo a partir de um universo homogêneo?
- Como se formaram as galáxias?
- Como modificam-se as galáxias com o tempo?

Depois do Big Bang, o universo teve um período no qual foi muito homogêneo. Tal como se observa na radiação de fundo de microondas, as flutuações são menores que uma parte em cem mil.
A teoria mais aceita é que as estruturas que observamos hoje em dia se formaram como consequência do crescimento de flutuações primordiais devido à instabilidade gravitacional. As flutuações primordiais causaram que os gases foram atraídos até áreas de material mais denso, hierarquicamente se formam os supercúmulos, os agrupamentos galácticos, as galáxias, os cúmulos estelares e as estrelas. Uma consequência deste modelo é que a localização das galáxias indicam áreas de alta densidade do Universo primordial. Assim, a distribuição das galáxias está intimamente relacionada com a física do Universo primordial.
Dados recentes aportam evidências de que as primeiras galáxias se formaram muito mais cedo do que os  astrônomos previam, tão somente 600 milhões de anos depois do Big Bang. Isto deixa pouco tempo para que as pequenas instabilidades primordiais tivessem crescido o suficiente para que as protogaláxias formassem galáxias.